# Hermanoteu na Terra de Godah
Hermanoteu na Terra de Godah é uma peça de teatro realizada pela Companhia de Comédia Os Melhores do Mundo, criada originalmente em 1995 e exibida até hoje em várias cidades do Brasil.

## Sinopse
A peça conta a historia de Hermanoteu, um urbano típico, obediente e bom pastor do tempo do Antigo Testamento da Bíblia. Na trama, Hermanoteu é um hebreu da Pentescopeia, que recebe uma missão de Jeová para libertar a Terra de Godah. Em sua viagem, várias coisas inusitadas acontecem, interligando inúmeros elementos e personagens de diferentes tempos e lugares da História.
No desenrolar dos acontecimentos, há vários momentos de improviso, saindo assim de um roteiro linear, o que acaba gerando muito mais surpresa no público e fazendo com que um espetáculo seja sempre diferente do outro. Curioso é que o grupo teatral sempre tenciona utilizar assuntos relacionados ao lugar onde eles estão apresentando a peça.

## Disponibilidade
O espetáculo tem duração aproximada de 85 minutos e possui um DVD e um filme. O DVD, homônimo à peça, é de 2009 e foi gravado em São Paulo. Já o filme foi gravado em 2019 e lançado em 2021.

## Prêmios
Em 2015, a peça levou o prêmio de "Melhor espetáculo de comédia" no "Prêmio Smiles do Humor Brasileiro", durante o Festival Risadaria 2015.

## Críticas
Sobre o espetáculo o ator Welder Rodrigues disse:

Nós não nos preocupamos em fazer críticas religiosas, nem temos posicionamento político, tudo que fazemos é visando entretenimento. Nossa meta principal é fazer a plateia sorrir, porém nossa peça tem conteúdo e o espectador leva para casa, muitas informações além do riso.